# Partido Democrático Ak Zhol
El Partido Democrático Ak Zhol (en kazajo: Ақ жол Демократиялық Партиясы, romanizado:  Aq Jol Demokratııalyq Partııasy), comúnmente conocido simplemente como Ak Zhol (en kazajo: жол Ақ, romanizado:  Aq Jol, literalmente  'brillante trayectoria'), es un partido político liberal  kazajo.

## Historia
Ak Zhol se fundó en 2002 cuando un grupo de moderados se separó del movimiento más radical Opción Democrática de Kazajistán, fundado en noviembre de 2001 por activistas anti-Nazarbáyev. El nuevo partido más moderado se postuló sobre una plataforma pro reforma y pro negocios, y en contraste con el movimiento Opción Democrática de Kazajistán, sus líderes se abstuvieron de confrontar abiertamente a Nursultán Nazarbáyev. Ak Zhol fue fundado por Oraz Jandosov, Bulat Abilov y Alikhan Baimenov. El exministro de Información, Altynbek Sarsenbaev, se unió más tarde al partido en 2003.
Ak Zhol recibió el 12% de los votos en las elecciones legislativas de septiembre de 2004. Alikhan Baimenov se negó a aceptar el único escaño que obtuvo el partido en el Mazhilis hasta octubre de 2006, cuando cambió su posición y se unió al parlamento como único diputado de un partido de oposición. El partido abogó por la democratización del sistema político, en particular las elecciones de gobernadores (Akims) en todos los niveles del sistema administrativo.
En la primavera de 2005, Sarsenbaev, Abilov y Zhandosov se separaron del partido para formar una facción disidente llamada Naghyz Ak Zhol (Verdadera Brillante Trayectoria). En las elecciones presidenciales del 4 de diciembre de 2005, Ak Zhol no se unió a la coalición de fuerzas de oposición Por un Kazajistán Justo y nominó a Alikhan Baimenov, su presidente, como candidato del partido. Baimenov ganó el 1,61% del voto popular. Uno de los líderes del partido que más tarde se unió al partido Naghyz Ak Zhol, Altynbek Sarsenbaev, fue asesinado cerca de Almaty en febrero de 2006 poco después de las elecciones presidenciales. En las elecciones a la Asamblea del 18 de agosto de 2007, el partido obtuvo el 3,27% del voto popular y ningún escaño. Todos los escaños fueron ganados por el partido gobernante Nur Otan. En las elecciones al Mazhilis de 2012, el partido obtuvo 8 escaños y se convirtió así en uno de los tres partidos representados en el parlamento. El partido obtuvo 7 escaños en las elecciones al Mazhilis de 2016.
Ak Zhol nominó a Dania Espaeva como su candidata para las elecciones presidenciales de 2019. Fue la primera vez que una mujer se postuló para presidente en el país. Espayeva recibió el 5,05% (465,714) de los votos. La participación de Espaeva en las elecciones recibió elogios de la misión de observación de elecciones de la Asamblea Parlamentaria de la OSCE como un buen comienzo para una mayor representación de las mujeres en la política.
En las elecciones legislativas de 2021, el partido aumentó su representación a 12 escaños.
A pesar de estar oficialmente en la oposición, el partido se considera leal al régimen y, a menudo, vota con el gobierno.

## Resultados electorales

### Presidente
| Año  | Candidato        | Votos   | Porcentaje | Resultado |
| ---- | ---------------- | ------- | ---------- | --------- |
| 2005 | Alikhan Baimenov | 108.730 | 1,61%      | Derrotado |
| 2019 | Dania Espaeva    | 465.714 | 5,05%      | Derrotado |

### Mazhilis
| Años | Escaños obtenidos | ±      | Votos   | Porcentaje | Resultado          |
| ---- | ----------------- | ------ | ------- | ---------- | ------------------ |
| 2004 | 1                 | Steady |         | 12,00%     | Oposición          |
| 2007 | 0                 | Steady | 183.346 | 3,10%      | Extraparlamentario |
| 2012 | 8                 | 8      | 518.405 | 7,47%      | Oposición          |
| 2016 | 7                 | 1      | 540.406 | 7,18%      | Oposición          |
| 2021 | 12                | 5      | 792.828 | 10,95%     | Oposición          |